# Pyrgocyphosoma ravinense
Pyrgocyphosoma ravinense är en mångfotingart som först beskrevs av Karl Wilhelm Verhoeff 1934.  Pyrgocyphosoma ravinense ingår i släktet Pyrgocyphosoma och familjen knöldubbelfotingar. Inga underarter finns listade i Catalogue of Life.